# 村生ミオ
村生 ミオ（むらお ミオ、本名：村井 幹生（むらい みきお）、1952年4月28日 - 2022年4月16日）は、日本の漫画家。男性。徳島県徳島市出身。

## 略歴
- 柳沢きみおの元でアシスタントを務めて以来、師弟関係にある[1]。
- 1972年『かっぱラブラブ大作戦』（『別冊少年ジャンプ』）でデビュー[2]。
- 1974年に『ふたごバンザイ』で第7回手塚賞佳作受賞。
- 1978年から1980年『週刊少年ジャンプ』巻末コーナーのカットや3コマ漫画『ジャンプマン』を担当する[4]。
- 1982年『胸さわぎの放課後』が実写映画化、翌年にはフジテレビの月曜ドラマランドで、2回に渡りテレビドラマ化。
- 1985年『結婚ゲーム』が月曜ドラマランドでテレビドラマ化。主な出演は、斉藤慶子、山本陽一、森尾由美。
- 1990年に『微熱 MY LOVE』が実写映画化。
- 2002年に『サークルゲーム』が実写映画化。
- 2007年1月に『Xenos』（テレビ東京系・ドラマ24枠）がテレビドラマ化。
- 2010年『SとM』が実写映画化。3月13日劇場公開[5]。
- 2022年4月16日、病気のため東京都内の病院で死去[6]。69歳没。関係者によれば3年前から闘病生活を送りつつ仕事をしていた[3]。

遺作となった『奴隷先生』は作画担当の友野ヒロが原作も引き継いで執筆、『闇に抱かれる女』は連載開始前に20話近くの原稿を描き溜めていた。

## 作品リスト
- ラッシュで失礼しま〜す（1979年 - 1980年、『月刊少年マガジン』、全1巻）講談社
- ときめきのジン（1980年 - 1981年、『週刊少年キング』、全9巻）少年画報社
- 胸さわぎの放課後（1980年 - 1983年、『週刊少年マガジン』、全16巻）講談社
- 結婚ゲーム （1981年 - 1985年、『少年ビッグコミック』、全13巻）小学館
- スニーカーすとりいと（1981年、『週刊少年マガジン』、全1巻）講談社
  - 続スニーカーすとりいと（1982年、『週刊少年マガジン』、全1巻）講談社
- きまぐれマイロード（1982年、『月刊少年マガジン』、全2巻）講談社
- モノクローム・レター（1982年 - 1983年、『ビッグコミックスピリッツ』、全2巻）小学館
- ラブアタック5対1（1983年 - 1985年、『月刊少年マガジン』、全4巻）講談社
- ちょっとSingle（1983年 - 1984年、『プレイコミック』、全2巻）秋田書店
- 微熱 MY LOVE（1983年 - 1990年、『GORO』、全18巻）小学館
- もしかしてKOIBITO（1984年 - 1986年、『週刊少年マガジン』、全10巻）講談社
- 気ままにTry-あんぐる（1985年、『プレイコミック』、全2巻）秋田書店
- マドンナは眠らない（1986年、『週刊少年マガジン』）講談社
- 神の子（1986年 - 1987年、『少年ビッグコミック』、全3巻）小学館
- 1000日の瞳（1987年、『週刊少年マガジン』、全2巻）講談社
- あつあつポテト（1987年 - 1988年、『月刊少年マガジン』、全2巻）講談社
- 1分16秒08（1989年、『ビッグスピリッツ』、全3巻）小学館
- サークルゲーム（1990年 - 1999年、『ヤングチャンピオン』、全22巻）秋田書店
- ハートフル（1991年、『漫画アクション』、全1巻）双葉社
- バージン・ママ（1991年 - 1999年、『漫画アクション』、全20巻）双葉社
- 赤いドレス（1992年、『アクションピザッツ』、全1巻）双葉社
- キャッシュボーイ（1993年、『週刊漫画ゴラク』、全2巻）日本文芸社
- 赤い糸（1993年 - 1994年、『グランドチャンピオン』、全3巻）秋田書店
- Women -ウィメン-（1995年 - 2000年、『ビジネスジャンプ』、全11巻）集英社
- セックスレス（1998年 - 1999年、『ビジネスジャンプ』、全3巻）集英社
- BLOOD RAIN（1999年 - 2003年、『ヤングチャンピオン』、全9巻）秋田書店
- 花は紅（2000年 - 2003年、『アクションピザッツ』、全7巻）双葉社
- 男の時間（2001年 - 2004年、『ビジネスジャンプ』、全10巻）集英社
- 夜が終わらない女（2003年、『ビジネスジャンプ増刊 BJ魂』、全1巻）集英社
- Xenos（2003年 - 2005年、『ヤングチャンピオン』、全4巻）秋田書店
  - Xenos2 ルームシェア（2007年 - 2008年、『ヤングチャンピオン』、全4巻）秋田書店
  - Another Xenos 〜村生ミオ ミステリー作品集〜（2007年、『ヤングチャンピオン』、全1巻）秋田書店
- 胸騒ぎのイヴ（2004年 - 2005年、『週刊漫画ゴラク』、全1巻）日本文芸社
- うらこい。（2005年、『ビジネスジャンプ』、全2巻）集英社
- 闇の囁き（2005年、『ビジネスジャンプ増刊 BJ魂』、全1巻）集英社
- SとM（2005年 - 2012年、2018年 - 2020年、『週刊漫画ゴラク』、全28巻+第2部 全3巻（29巻～31巻））日本文芸社
  - SとM エクスタシー（2016年 - 2017年、『週刊漫画ゴラク』、全7巻）日本文芸社
- 官能小説家（2005年 - 2006年、『ビジネスジャンプ』、全3巻）集英社
- 恋愛活動（2006年、『ヤングチャンピオン』、全1巻）秋田書店
- 現代美人妻図鑑（2007年、『ビジネスジャンプ』、全1巻）集英社
- 火見子（2007年 - 2011年、『プレイコミック』、全8巻）秋田書店
- 1夫5妻 〜僕がモテる理由〜（2011年 -2014年 『プレイコミック』、全4巻）秋田書店
- 終のすみか（2012年 - 2015年、『週刊漫画ゴラク』、全10巻）日本文芸社
- すえぜん（2013年、『週刊実話』、全1巻）日本ジャーナル出版
- 秘あそび（2014年 - 2015年『週刊漫画TIMES』、全1巻）芳文社
- 愛す男 ICEMAN（2015年、『週刊漫画ゴラク』、全2巻）日本文芸社
- ボディートラップ（2017年 - 2021年、『週刊実話』）日本ジャーナル出版
- 赤い恍惚〜エクスタシス〜（2020年、全1巻）日本文芸社
- 黒い浪漫〜ロマンス〜（2020年、全1巻）日本文芸社
- 闇に抱かれる女（2022年、『週刊実話』）日本ジャーナル出版 ※2022年5月12・19日合併号No.18 - 10月27日号No.40

原作
- 恥じらう肌（2011年 - 2013年『週刊漫画TIMES』、全5巻）芳文社 - 作画：優斗
- 甘い牙（2014年 - 2015年、『別冊週漫スペシャル』、全2巻）芳文社 - 作画：優斗
- 恋愛カウンセラー マキの貞操ファイル（2014年 - 2021年、『週刊ポスト』、全7巻）小学館 - 作画：佐々木徹
- 彼女の肌が忘れない（2016年、『週刊漫画TIMES』、全4巻）芳文社 - 作画：後藤圭介
- フェイス〜背徳の囁き〜（2018年 - 2019年、『週刊漫画ゴラク』、全2巻）日本文芸社 - 作画：サカワキヒロ太
- つぐなう肌（2018年 - 2021年、『週刊漫画TIMES』、全4巻）芳文社 - 作画：優斗
- 奴隷先生（2021年 - 、『漫画ゴラクスペシャル』[9]、既刊6巻[注 1]）日本文芸社 - 作画：友野ヒロ

## 師匠
- 柳沢きみお[1]

## アシスタント
- 遠山光